# Mirów (województwo mazowieckie)
Mirów – wieś w Polsce położona w województwie mazowieckim, w powiecie przasnyskim, w gminie Przasnysz. Ma status sołectwa.
W latach 1975–1998 miejscowość należała administracyjnie do województwa ostrołęckiego.
W miejscowości znajdują się studnie głębinowe – zaopatrzenie w wodę części gminy i miasta Przasnysz.
Wierni Kościoła rzymskokatolickiego należą do parafii św. Jana Chrzciciela w Węgrze.